# Cyrtolabulus zavattari
Cyrtolabulus zavattari är en stekelart som först beskrevs av Giordani Soika 1939.  Cyrtolabulus zavattari ingår i släktet Cyrtolabulus och familjen Eumenidae. Inga underarter finns listade i Catalogue of Life.